# Ledbergs kyrka
Ledbergs kyrka är en kyrkobyggnad i Ledbergs socken, Linköpings kommun, Östergötland. Den ligger ½ mil nordväst om Malmslätt och tillhör Kärna församling i Linköpings stift.

## Kyrkobyggnaden

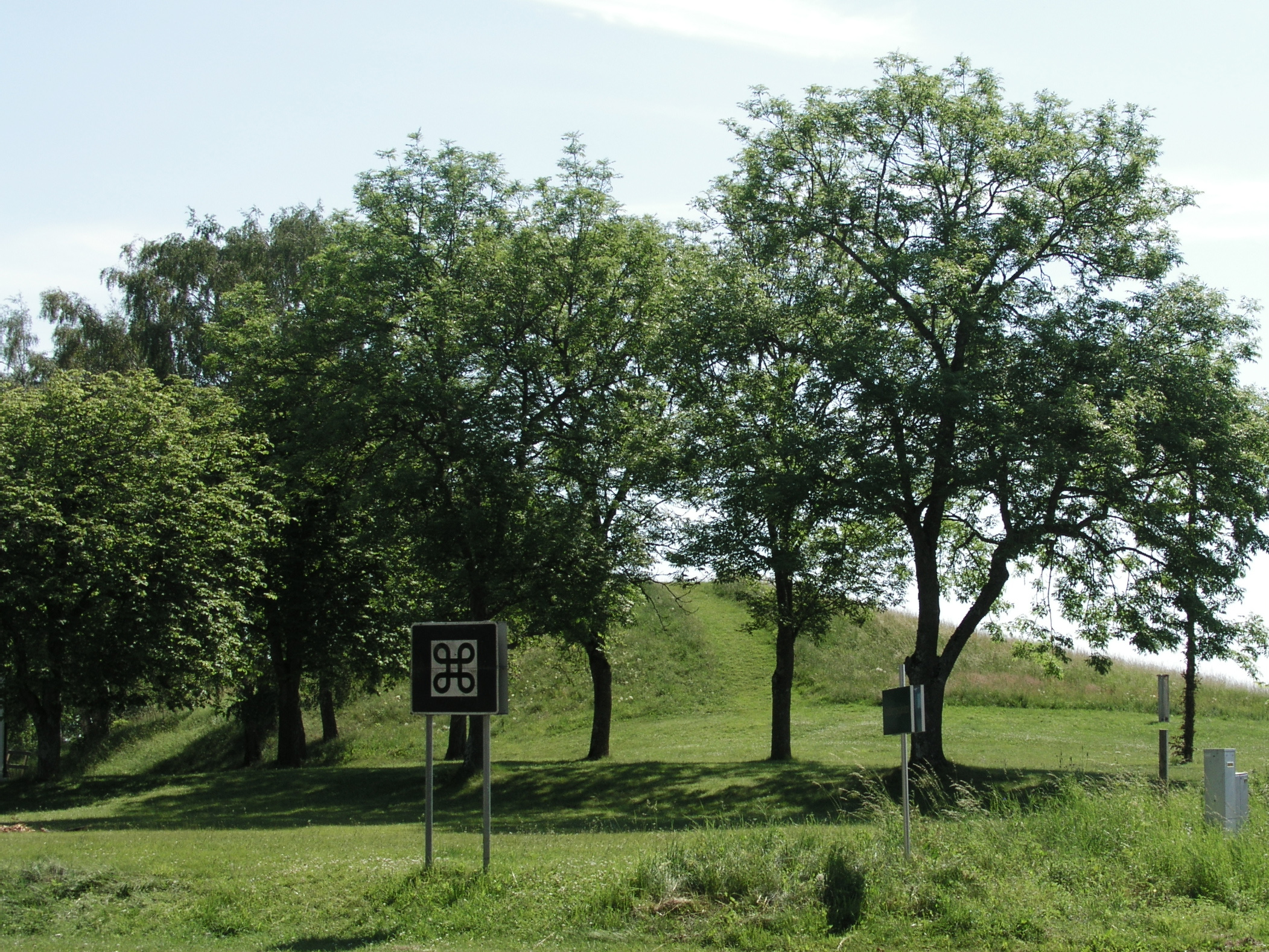
Ledbergs kulle.

Ledbergs kyrka är en sen nyklassicistisk salskyrka med inslag av medeltida detaljer. Långhuset har tunnvälvt tak, i öster ansluter koret och en halvrund sakristia, i väster reser sig tornet. Till vänster på evangeliesidan hänger predikstolen, till höger på epistelsidan ett medeltida altarskåp.
Kyrkan ligger på en ås invid Ledbergs kulle, Östergötlands största gravhög, daterad till vikingatiden. Strax nedanför rinner Svartån. Namnet Ledberg innehåller ordet led, som betyder väg och syftar på en väg eller led vid den höjd där sockenkyrkan ligger.

## Historik
Under medeltiden fanns här en romansk stenkyrka, som låg på samma höga ås som Ledbergs kulle, landskapets största gravhög. Den bestod av ett långhus byggt av finhuggna kvaderstenar av kalksten och i väster ett torn. Under medeltidens senare del välvdes kyrkan med kryssvalv, som av fynd att döma murats i tegel. I öster fanns ett rakslutet kor, vissa spår antyder att det också funnits en absid.
Under 1600-talet upptogs fönster och 1677 byggdes en läktare där ”ett vackert positiv från Lidköping” placerades. År 1698 anordnades ett altarskrank och tio år senare uppförde Lars klockare både vapenhus och klockstapel.     
Carl Fredric Broocman berättar i mitten av 1700-talet om Leberg eller Ledeberg, såsom hon kallas i gamla munkebrev: "Hardt inwid Kyrkon är en stor Kalkstens Backe, urpå hwars kulle är en ansenlig Attehög, som gifwer anledning at tro, thet här bodt en stor Höfding i forna tider, och at Kyrkan i anseende thertil blifwidt kallad Ledreberg och icke Leberg, som hon nu kallas; ty ordet Ledre betydde fordom en stor Höfdings wåningsplats: och [..] med ordet Berg förstås ett HERrans Hus och Tempel, [...]. Kyrkan är uppmurad af Kalksten och står på Krono grund, en mil ifrån Linköping och en fjerdedels mil ifrån Moder-Kyrkon, hållandes i längden 45 och en fjerdedels aln, och i bredden 16 alnar. Thes Altartafla är aldeles lika med Biörkebergs, [...], och Prädikstolen förärad af Öfwersten Gustav Koskull på Odensfors år 1676. Han har ock år 1673 förärat til Kyrkon en Ljus-krona med 6 pipor, som har på Klotet en sådan skrift: Gud och Konungen till æHRa, FIEnDen och AnDRa LögeHunDar Till föRTret.. Af Antiquiteter är i Kyrkon ett Påwiskt Rökelse-kar. Tekn ser man, at Kyrkan en gång afbrunnit, fast än här ingen wet när thet skedt: men år 1708 then 9 augusti om natten har Åskan slagit nid uti Klockstapeln, brändt up thensamma och smält Klockorna, som sedan blifwit omgutne och upphängde mellan twänne Bockar med Skurutak öfwer, til thes år 1720 en ordentelig Stapel blef byggd; ; ; hwilken dock nedtogs år 1745, tå wid Kyrkon ett Torn byggdes, theruti Klockorna uphängdes. Af gamla Minnesmärken är här insatt en Runsten uti Sacristie-muren, hwars Runor til en del af åldern äro förtärde. Följande äro dock synlige:"

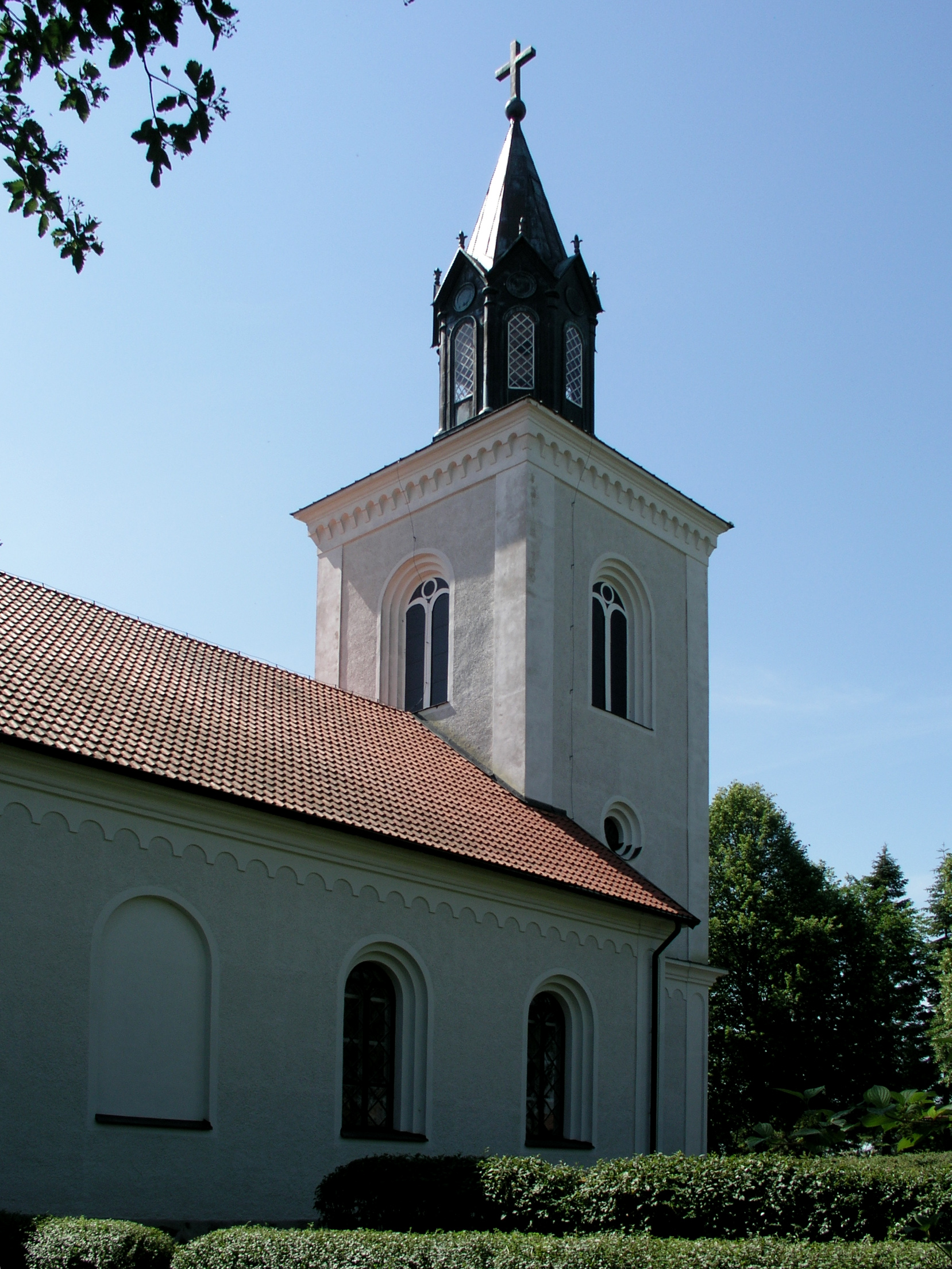
Ledbergs kyrka, norrsidan

|  |                                                  |
|  | - - - - - - SIN. UK. DU. KUNA. BADI. DIK. - - -  |
|  | . . . . . . sin och Thu hustrun, bägge . . . . . |
År 1745 hade torn- & stapelbyggmästare Gabriel Bragner byggt ett torn vid den relativt stora medeltidskyrkan men under 1800-talet ansågs kyrkan ändock både för liten och bristfällig. Församlingen hade det emellertid gott ställt ekonomiskt och tvekade därför inte att satsa på byggande av en ny kyrka. Ritningar beställdes hos byggmästaren och ekonomie direktören Abraham Bengtsson Nyström i Hållingstorp, som byggt och reparerat många kyrkor i Östergötland. Han kom 1844-1845 in med två förslag till ny kyrka, ett med det gamla tornet bevarat och ett med ett nytt torn. Ritningarna skickades till Öfverintendentsämbetet i Stockholm, där konduktör Johan Fredrik Åbom (1817-1900) granskade och bearbetade Abrahams förslag.

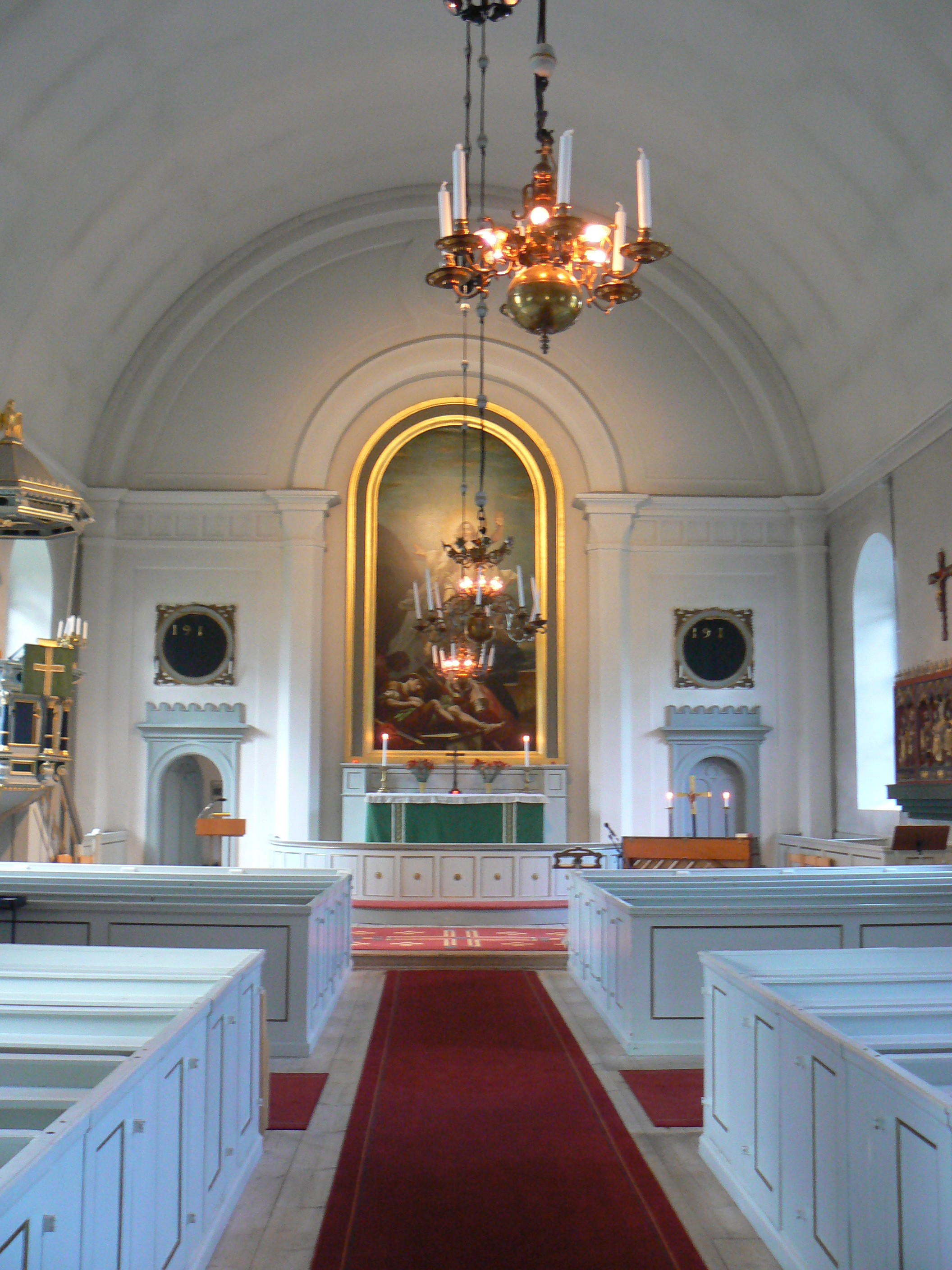
Interiör

Kyrkan uppfördes 1849-1851 på samma ställe som den gamla av byggmästaren C A Forssén. Den påminner något om Risinge nya kyrka, ritad av Johan Adolf Hawerman (1812-1886) och byggd av Abraham Nyström 1845-1849. Gestaltningen kan jämföras med Röks och Öja  kyrkor, men man ser i Ledberg ett begynnande intresse för medeltida former, till exempel beträffande de baldakinliknande portalerna, fönstrens spröjsverk, östväggens absidform, taklistens rundbågsfris och den åttkantiga lanterninen med rosfönster, gavlar och ganska spetsig spira. Även invändigt syns en medeltida reminiscens: kreneleringen över dörrarna till sakristian. Kostnaden för arbetet belöpte sig på 14 666 riksdaler banco. Något år senare anskaffades ett 9-stämmigt orgelverk av bygdeorgelbyggare Sven Nordström.

## Inventarier
- Rökelsekar av ålderdomlig typ från 1200- eller 1300-talet.
- Altarskåp av ek från verkstad i Östergötland under 1400-talets andra hälft.
- Krucifix från verkstad i Östergötland under 1400-talets andra hälft.
- Altartavla målad av Carl Peter Lehman (1794-1876). Den visar Jesu uppståndelse ur graven.
- Predikstol skänkt av överste Gustaf Koskull på Odensfors (1636-1707). Nymålad 1926, tidigare var den träfärgad med svarta pilastrar och ljusare fyllningar liksom den närbesläktade predikstolen i Vreta klosters kyrka (skänkt av samme donator).
- Krucifix, snidat av Johan Werner d.y. 1676.
- Ljuskrona med inskrift: "Gud och Konungen till æhra, Fienden och andra Lögnhundar till förtret.", donerad av Gustaf Koskull.

- Patén från 1300-talet av silver med kors och inskrift.
- Oblatask, tillverkad av silversmeden Nils Dahl, Linköping.
- Nattvardskalk i empirstil, tillverkad av Barkander och Söhrling (verksamma i Linköping 1825-1854).
- Brudkrona från 1700-talet.

## Orglar
- 1677: Ett 6-stämmigt orgelverk köps in från Linköping och placeras på en nyuppförd läktare.[1]
- 1766: Orgelverket säljs till Normlösa kyrka.
- 1852-1853: Sven Nordström, Norra Solberga, bygger en mekanisk orgel med manual och bihangspedal. Manualen har vita undertangenter (ursprungligt). Alla fasadpipor stumma.

Ursprunglig och nuvarande disposition:
| Manual C-f³                | Pedal C-h° |
| Borduna 16', B/D' (c0/c#0) | bihängd    |
| Principal 8'               |            |
| Fleut d'Amour 8'           |            |
| Fugara 8'                  |            |
| Octava 4'                  |            |
| Flöjt 4'                   |            |
| Qvinta 3', (eg. 2 2/3')    |            |
| Octava 2'                  |            |
| Trumpet 8', B/D (h0/c1)    |            |

## Ledbergsstenen

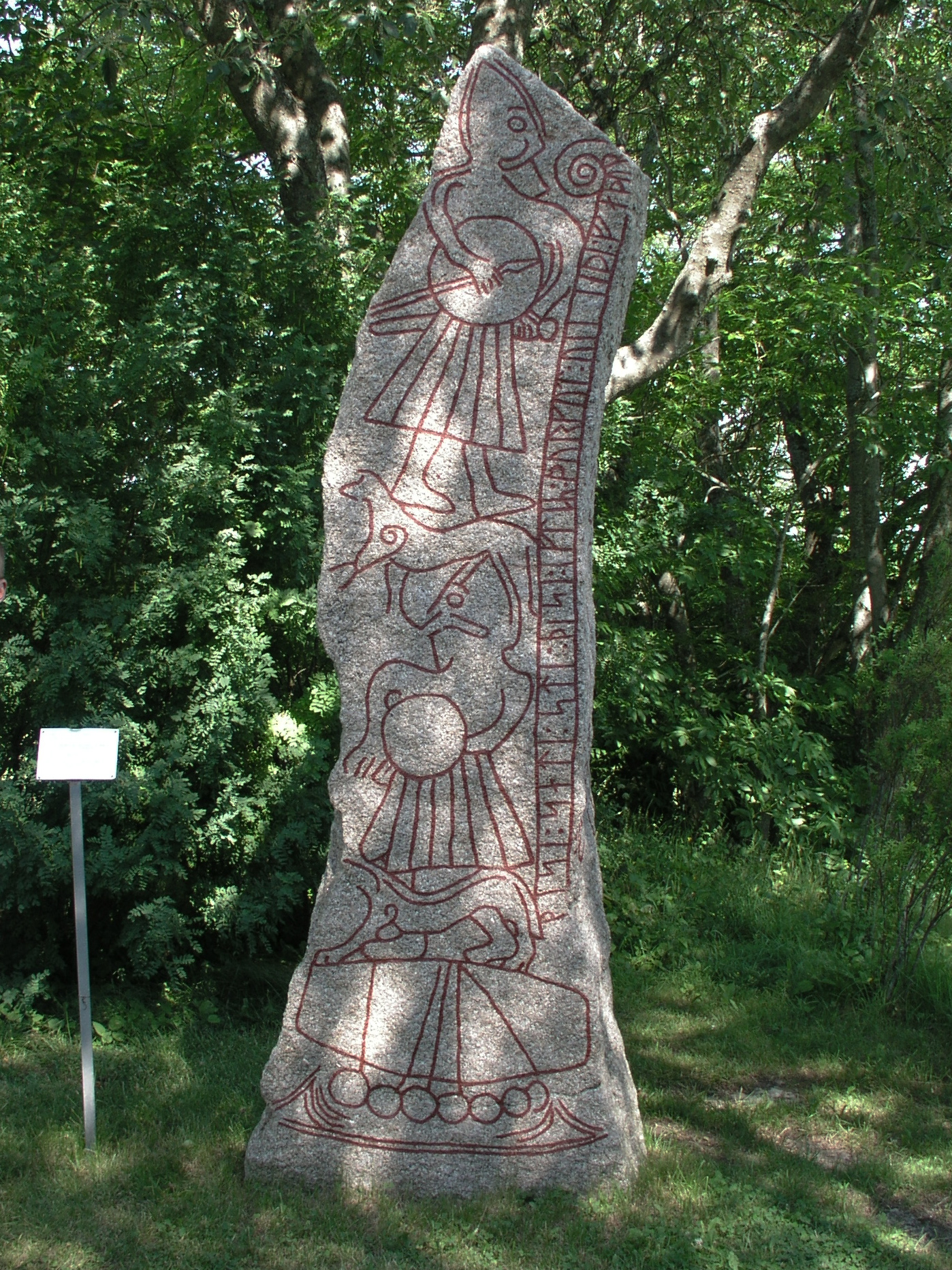
Ledbergsstenen

Intill kyrkan finns den så kallade Ledbergsstenen, med runinskrift från tiohundratalet. Stenen var tidigare inmurad i kyrkoväggen.